# Ixia fucata
Ixia fucata är en irisväxtart som beskrevs av Ker Gawl. Ixia fucata ingår i släktet Ixia och familjen irisväxter.

## Underarter
Arten delas in i följande underarter:
- I. f. filifolia
- I. f. fucata